# Pagoda
Pagoda je stopničasta stavba, ki označuje neko sveto mesto. Je stopničast stolp z več nadstreški, zgrajen po tradiciji, ki izvira iz zgodovine vzhodne Azije. Poznajo jih v Nepalu, Indiji, Kitajski, Japonski, Koreji, Vietnamu, Burmi in drugih delih Azije. Nekatere se uporabljajo kot taoistične hiše čaščenja. Večina pagod je bila zgrajena v verske namene, najpogosteje budistične, in so bile pogosto v  budističnem samostanu, vihāri, ali v njegovi bližini. V nekaterih državah se lahko izraz nanaša tudi na druge verske objekte. V Vietnamu in Kambodži je zaradi francoskega prevoda angleški izraz pagoda bolj splošen izraz, ki se nanaša na kraj čaščenja, čeprav pagoda ni točna beseda za opis budističnega samostana vihara. Sodobna pagoda se je razvila iz starodavne nepalske stupe, nagrobniku podobne strukture, v kateri so varno hranili svete relikvije in jih častili. Arhitekturna zgradba stupe se je razširila po vsej Aziji v številnih različnih oblikah, značilnih za različne regije.

## Etimologija
Ena možnost je, da beseda izvira iz južnokitajske izgovarjave za osemogelni stolp, "Pa-Ko-Ta" [八角 塔], in je potrjena z imenom slavne pagode, ki so jih videli številni zgodnji evropski obiskovalci Kitajske, pagoda "Pa-Zhou-Ta", ki je stala južno od kantona (Guangču) pri pristanišču Vhampoa. Druga možnost je perzijska beseda butkada iz besed but, "idol" in kada (tempelj, bivališče). Še ena možnost je, po številnih angleških jezikovnih slovarjih sodobna angleška pagoda izvira portugalščine (prek dravidščine), sanskrta bhagavati, ženski spol bhagavatt, in pomeni "blagoslovljena", iz bhag, "dobra sreča".

## Zgodovina
Izvor pagode so stupe (3. stoletje pred našim štetjem). Stupa, kupolasta oblika spomenika, je bila uporabljena kot spominski spomenik, povezan s shranjevanjem svetih relikvij. Pojavila se je kot prepoznaven slog nevske arhitekture iz doline Katmanduja in je bila sprejeta v jugovzhodni in vzhodni Aziji. Nepalski arhitekt Araniko je obiskal Kitajsko in pomagal pri gradnji stup na Kitajskem. Postala je pomemben budistični spomenik, ki se je uporabljal za shranjevanje svetih relikvij. V vzhodni Aziji se v arhitekturi kitajskih stolpov in kitajskih paviljonov mešanica pagoda arhitekture sčasoma širi tudi v jugovzhodno Azijo. Prvotno so bile pagode namenjene za hišne relikvije in svete spise zaradi prizadevanj budističnih misijonarjev, romarjev, vladarjev in navadnih privržencev, da bi poiskali, razširili in hvalili budistične relikvije.

## Simbolizem
V kitajski ikonografiji so opazne pagoda in tudi druge vzhodnoazijske pagodne arhitekture. Podobo Šakjamuni Bude v položaju abhaja mudre je opaziti tudi v nekaterih pagodah. Budistična ikonografija je značilna v celotni simbolike pagode.
Vu Hung v članku o budističnih prvinah v hanski umetnosti meni, da je v teh grobovih budistična ikonografija zelo dobro vključena v avtohtono kitajsko tradicijo, ki se je razvila v poseben sistem simbolike.

## Arhitektura
Pagode so zaradi svoje višine pritegovale strele. Veliko pagod ima okrašen vršek na vrhu zgradbe in če je iz kovine, ga včasih imenujejo demon ustavljavec, saj deluje kot strelovod. So zelo različnih velikosti. Lahko so majhne ali zelo velike. Imajo tradicionalno liho število nadstropij, izjema je pagoda folly iz 18. stoletja, oblikovalec je sir William Chambers iz Kew Gardensa v Londonu.
Pagode v Mjanmaru, na Tajskem, Laosu in Kambodži so drugačne od kitajskih in japonskih. V teh državah imajo za osnovo nepalske stupe in so običajno zgrajene iz betona in opeke.

## Nekaj pomembnih pagod
Stopničasti stolpi z več napušči:
- pagoda Songjue na gori Song, Henan, Kitajska, zgrajena leta 523,
- pagoda Miruksa Temple v Iksanu, Koreja, zgrajena v zgodnjem 7. stoletju,
- Bunhvangsa v Kjongdžuju, Koreja, zgrajena leta 634,
- pagoda Šumi v Džengdingu, Hebej, Kitajska, zgrajena leta 636,
- pagoda Dačin na Kitajskem, zgrajena leta 640,
- Hvangnjongsa, lesena 9-nadstropna pagoda na Hvangnjongsi, Kjongdžu, Koreja, zgrajena leta 645,
- Velika pagoda divje gosi, Šjan, Kitajska, zgrajena leta 652,
- pagoda Horju-dži, Ikaruga, Nara, Japonska, zgrajena v 7. stoletju,
- Mala pagoda divjih gosi , Šjan, Kitajska, zgrajena leta 709,
- Seokgatap na Bulguksi, Kjongdžu, Koreja, zgrajena leta 751,
- Dabotap na Bulguksi, Kjongdžu, Koreja, zgrajena leta 751,
- stolp Hučiu, zgrajen leta 961 zunaj Sučuja, Kitajska,
- pagoda Lingšjao pri Čentingu, Hebej, Kitajska, zgrajena leta 1045,
- železna pagoda Kaifeng, zgrajena leta 1049, v času dinastije Song,
- pagoda Liaodi Dingdžov, zgrajena leta 1055, v času dinastije Song,
- pagoda Fugong tempelj, zgrajena leta 1056 v okrožju Ying, Shanxi, Kitajska,
- pagoda Pidži v templju Lingjan templju (Jinan), Šandong, Kitajska, 11. stoletje,
- pagoda Beisi pri Sučuju, Džjangsu, Kitajska, zgrajena leta 1162,
- pagoda Liuhe Hangdžou, zgrajena leta 1165, v času dinastije Song,
- Ičijō-dži, Kansai, Hjogo, Japonska, zgrajena leta 1171,
- porcelanski stolp Nanking, zgrajen med letoma 1402 in 1424, čudež srednjeveškega sveta v Nankingu, Kitajska,
- Tsui Sing Lau Pagoda v Ping Šan, Hongkong, zgrajena leta 1486,
- pagoda Padžou na otoku Vhampoa (Huangpu), kanton Guangdžou, Kitajska, zgrajena leta 1600,
- pagoda Thien Mu v Huếju, Vietnam, zgrajena leta 1601,
- Palsangjeon, 5-nadstropna pagoda pri Beopjusu, Koreja, zgrajena leta 1605,
- To-dži, v celoti lesen objekt v Kjotu, Japonska, zgrajena leta 1644,
- Njatapola pri Bhaktapurju, dolina Katmandu, zgrajena med 1701–1702,
- Velika pagoda v kraljevem botaničnem vrtu Kew, London, Združeno kraljestvo, zgrajena leta 1762,
- Pagoda Tran Quoc, Hanoj, Vietnam, temelji iz 6. stoletja, današnja pagoda zgrajena leta 1815,
- pagoda Reading, Pensilvanija, zgrajena leta 1908,
- japonski paviljon pri Epcotu, Florida, zgrajen leta 1982,
- pagoda v templju Tianing, Čangdžou Tianning Baota, najvišja pagoda na svetu od dograditve od aprila 2007, visoka 153,7 metra.

Stupe, imenovane »pagoda«:
- pagoda Global, največja kamnita kupola na svetu,
- Mingun Pahtodaugji, monumentalna nedokončana stupa kralja Bodavpaje iz leta 1790. Če bi bila dokončana, bi bila s 150 m najvišja na svetu,
- Pha That Luang, najsvetejši vat, pagoda in stupa v Laosu, Vientiane,
- Phra Pathom Chedi najvišja pagoda ali stupa na svetu, Nakhon Pathom, Tajska,
- Pagoda Švedagon, 98 m visoka pozlačena pagoda in stupa sta v pagodi v Jangonu, Burma. Je najbolj sveta budistična pagoda za Burmance z relikvijami zadnjih štirih Bud,
- Pagoda Švezigon v kraju Njaung Oo, Bagan, Burma. Zgrajena je bila v času kralja Kjanzite leta 1102, je prototip burmanskih stup,
- pagoda Upatasanti, 325 čevljev visok stolp v burmanski prestolnici Najpjidav, zgrajen 2006-2009, v katerem so nameščene relikvije Budovega zoba.

Objekt, imenovan »pagoda«, ki pa ni večstopenjski:
- Chùa Một Cột - enostebrna pagoda, Hanoj, Vietnam, je ikona vietnamske kulture; zgrajena leta 1049, uničena in ponovno zgrajena leta 1954.

Objekti, podobni arhitekturi pagod:
- Dragon House v parku Sanssouci  iz 18. stoletja - nemško posnemanje kitajske arhitekture,
- pagoda Bombardier ali Tower v centru Indianapolis Motor Speedwaya. Ta 13-nadstropna pagoda se uporablja kot kontrolni stolp na dirkah Indy 500, zgrajena je bila leta 1913 in večkrat obnovljena,[10]
- stolp Jin Mao v Šanghaju, zgrajen med letoma 1994 in 1999,
- Tajpej 101 v Tajvanu, s 508 m  je bil v letu 2004 najvišji na svetu in še vedno med štirimi najvišjimi zgradbami.

Konstrukciji, ki nista pagodi, imata pa nekaj njenih značilnosti:
- Dvorana molitve za bogat pridelek v Temple of Heaven,
- Oltar Wongudan v Koreji.

Druga uporaba:
- Mercedes-Benz W113 z vzdevkom Pagoda, dvosedežni avto s trdno konkavno strešno linijo. Vsebuje modele 1964–1971 230SL, 250SL in 280SL sport coupe.

- 9-nadstropna pagoda Šjumi, Hebei, Kitajska, zgrajena leta 636
- Nyatapola Tempelj stoji v Bhaktapurju, Nepal, zgrajen med letoma 1701 in 1702
- Tajpej 101 v Tajpeju, Tajvan
- Bombardier Pagoda pri Indianapolis Motor Speedwayu
- Velika pagoda Švedagon v Jangonu v Mjanmaru. Cela struktura je prekrita s 60 tonami čistega zlata.